# Amalrich I. (Zypern)
Amalrich von Lusignan (auch Aimerich, * 1145; † 1. April 1205 in Akkon) aus dem Haus Lusignan war ab 1194 als Amalrich I. König von Zypern sowie ab 1197 als Amalrich II. König von Jerusalem.

## Leben
Amalrich war ein Sohn des Kreuzfahrers Hugo VIII. von Lusignan, Graf von La Marche, und dessen Frau Bourgogne von Rancon.
Er kam um 1174 ins Heilige Land, heiratete Eschiva von Ramla, Tochter des Balduin von Ibelin, und trat in die Dienste von deren Tante Agnes von Courtenay, der Mutter des Königs Balduin IV. von Jerusalem. 1175 bis 1178 war er Kämmerer von Jerusalem. 1179 wurde er Konstabler von Jerusalem. 1193 überließ ihm sein Bruder Gottfried von Lusignan die Grafschaft Jaffa und Askalon. Mit dem Tod seines Bruders Guido von Lusignan wurde er 1194 König von Zypern. 1195 trug er Kaiser Heinrich VI., der gerade einen Kreuzzug plante, Zypern zu Lehen an, was Heinrich VI. annahm. Stellvertretend für Amalrich I. legte dessen Gesandter Rainer Embriaco von Gibelet im Dezember 1195 auf der Reichsversammlung in Worms den Lehnseid gegenüber Heinrich VI. ab und nahm stellvertretend für den König von Zypern die Insel von Heinrich VI. zu Lehen. Dieser übersandte ihm durch die Erzbischöfe Samaro von Trani und Peter von Brindisi, die Amalrich krönen sollten,  als Zeichen der Belehnung ein Zepter.
Amalrich heiratete 1197 in zweiter Ehe Königin Isabella I. von Jerusalem, die Witwe Heinrichs von Champagne und wurde durch das Recht seiner Frau König von Jerusalem.
Im Rahmen des deutschen Kreuzzugs gelang es ihm 1198, einen fünfjährigen Waffenstillstand mit den Muslimen zu vereinbaren, den er im Wesentlichen den inneren Kämpfen zwischen Saladins Brüdern und Söhnen um sein Erbe zu verdanken hatte. Der Waffenstillstand wurde durch Überfälle von beiden Seiten gestört, dennoch 1204, als klar wurde, dass der Vierte Kreuzzug das Heilige Land nicht erreichen würde, um sechs Jahre verlängert.
Amalrich starb 1205, kurz nach seinem Sohn und kurz vor seiner Frau. Das Königreich Zypern ging an Hugo I., seinen Sohn aus seiner ersten Ehe, das Königreich Jerusalem an Maria von Montferrat, Isabellas Tochter aus ihrer Ehe mit Konrad von Montferrat.

## Nachkommen
Aus seiner ersten Ehe mit Eschiva von Ibelin hatte er sechs Kinder:
- Hugo I. (* 1195; † 1218), König von Zypern
- Bourgogne (* um 1185/90; † nach 1205), ⚭ 1204 Walter von Montbéliard († 1212)
- Guido, Seneschall von Zypern
- Helvis († um 1219) ⚭ I) Eudes von Dampierre-sur-Salon, Herr von Chargey; ⚭ II) Raimund II. Ruben (* 1199; † 1221/22), Fürst von Antiochia
- Johannes
- Alice

Aus seiner zweiten Ehe mit Isabella von Jerusalem hatte er vier Kinder:
- Sibylle (* um 1200; † nach 1225), ⚭ Leon I. († 1219), König von Kleinarmenien
- Melusine (* 1197/99; † nach 1249), ⚭ 1218 Bohemund IV. († 1233), Fürst von Antiochia
- Isabella
- Amalrich († 1204)